# Vibratore Rabbit

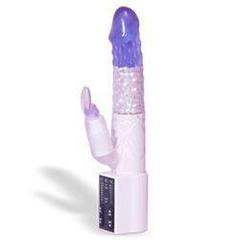
Un vibratore Rabbit

Il vibratore Rabbit è un vibratore dalla forma fallica più o meno esplicita che presenta una struttura composta da due estremità: un corpo centrale più alto e prominente rivolto alla penetrazione vaginale, talvolta comprensiva di stimolazione g-spot, e uno di dimensioni più ridotte che presenta sulla punta due protuberanze (le "orecchie" del coniglio) atte a stimolare efficacemente il clitoride.
Legittimato sul finire degli anni novanta dalla serie televisiva Sex and the city, il vibratore rabbit ha rivoluzionato in maniera indelebile la masturbazione femminile e la stessa industria dei sex toys, guadagnandosi, secondo un'indagine condotta nel 2013 dal sito italiano MySecretCase, il terzo posto tra i sex toys più venduti online.

## Storia
Se il vibratore classico nasce ufficialmente nel 1869 ad opera di George Herbert Taylor per curare l'isteria femminile, la storia del vibratore Rabbit è molto più recente e parte dal 1983, quando l'azienda di sex toy Vibratex introduce la prima linea di vibratori a doppia stimolazione simultanea (vaginale e clitoridea) negli Stati Uniti. 
Dopo una serie di prodotti con forme animali e colori vivaci per aggirare le leggi contro l'oscenità del Giappone facendoli passare per giocattoli, i designer della Vibratex optano per  un nuovo vibratore che contiene al suo interno delle sfere rotanti e che ha la forma di un coniglio, in omaggio al Giappone, dove il coniglio è un animale portafortuna, ed in onore del presidente della società Shay Martin, nato nell'anno del coniglio del calendario cinese. 
Rabbit Pearl, questo il nome del primo vibratore rabbit, nasce nel 1984 ed è subito un grande successo di vendite. Nel 1993 apre a Seattle il primo negozio della famosa catena di sexy shop Babeland ed uno dei prodotti da subito esposti è il Rabbit Pearl. Nel 1997 debutta sul mercato il Rabbit Habit, dotato di un pannello di controllo integrato e non più separato dal corpo del vibratore. 
Nel 1998 i produttori esecutivi della HBO sono alla ricerca di un vibratore da introdurre in un episodio di Sex and the city e visitano il sexy shop The Pleasure Chest per chiedere quale sia il più venduto. Trattandosi del Rabbit Pearl, la HBO e la Vibratex stringono immediatamente un accordo e la HBO invia lo script dell'episodio alla Vibratex per assicurarsi che emergano le giuste caratteristiche del vibratore. In La tartaruga e la lepre, mandato in onda per la prima volta il 2 agosto del 1998, Miranda presta a Charlotte il suo Rabbit, rendendola così incapace di uscire di casa per via della dipendenza indotta dal vibratore. Tutte le case produttrici di sex toy assecondano il seguito ottenuto da questo episodio della serie e cominciano a produrre le proprie versioni dei vibratori Rabbit, le cui vendite s'impennano considerevolmente quando l'acquisto diventa più discreto grazie all'avvento dei sexy shop online. 
Il successo continua nel 2005 quando Eva Longoria dichiara di regalare vibratori Rabbit a tutte le sue amiche e nel 2006 quando il magazine di Oprah Winfrey lo definisce come la Rolls Royce dei sex toy. Sempre dello stesso anno è Rabbit Fever, il primo mockumentary dedicato alle vite di coloro che fanno uso dei vibratori rabbit. Nel 2009 il best seller della Vibratex si scontra con la rivisitazione chic ad opera del marchio Jimmyjane, che disegna il nuovo "Iconic Rabbit". Negli anni seguenti il vibratore Rabbit viene riproposto in innumerevoli forme e colori, raggiungendo un totale di 5 milioni di vibratori venduti ogni anno.

## Materiali
Solitamente i vibratori rabbit sono realizzati in cloruro di polivinile, silicone (polimero semi-organico), gomma (polimero di idrocarburi elastici) o lattice (gomma naturale). Tuttavia i vibratori in silicone sono i più sicuri e diffusi, in quanto il silicone trattiene il calore, è inodore e la sua scarsa porosità fa sì che l'oggetto non possa assorbire batteri ed altre sostanze estranee.
Dal momento che il lubrificante al silicone può risultare troppo aggressivo nei confronti del vibratore in silicone, viene consigliato un lubrificante a base d'acqua per non danneggiare il sex toy e facilitare al contempo la penetrazione.